# Tabor Film Festival
Tabor Film Festival (TFF) najdugovječniji je međunarodni festival kratkometražnog filma u Hrvatskoj. Osnovan je 2003. godine s ciljem prikazivanja najboljih domaćih, europskih i svjetskih kratkometražnih filmova svih žanrova. Održava se svake godine u srpnju u Dvoru Veliki Tabor nedaleko od Desinića. 
Pokrenut je na inicijativu Građanska udruga za kulturu GOKUL.
Sjedište Tabor Film Festivala (TFF) od samog je početka bio dvorac Veliki Tabor u Desniću. Od 2008. do 2011. godine, zbog restauracijskih radova na dvorcu, Festival se privremeno održavao u gradu Zaboku. 

## Glavni program
Međunarodna konkurencija
- Natjecateljski program kratkometražnih filmova svih žanrova donosi najbolja europska i svjetska kratka ostvarenja redatelja/redateljica koji se natječu za nagradu Veronikina lubanja.

Domaća konkurencija
- Natjecateljski program kratkometražnih filmova svih žanrova donosi najbolja hrvatska kratka ostvarenja redatelja/redateljica koji se natječu za nagradu Veronikina lubanja.

## Popratni program
Taboroteka
- Glazbeni program realiziran u večernjim satima, nakon projekcija, na nekoliko pozornica unutar i oko dvorca.

Zagorski Specijal
- Program koji se referira na filmove koji su snimljeni na području Hrvatskog zagorja ili su autori rodom i/ili žive u Zagorju.

Sound & Vision
- Koncertno-filmski program koji spaja film i glazbu izvođenu uživo.

Noć žive publike
- Filmski show začudnih filmova u kojem publika aktivno sudjeluje.

## Nagrade
Veronikina lubanja je nagrada Tabor Film Festivala, a uz skulpturu dodjeljuju se i novčana sredstva najboljima.
Veronikina lubanja za najbolji strani film
- Redatelju najboljeg međunarodnog kratkometražnog filma bit će uručena skulptura Veronikina lubanja i novčana nagrada od 500 eura.

Veronikina lubanja za najbolji domaći film
- Redatelju najboljeg domaćeg kratkometražnog igranog filma bit će uručena skulptura Veronikina lubanja i novčana nagrada od 250 eura.

## Vanjske poveznice
- Tabor Film Festival  Arhivirana inačica izvorne stranice od 12. listopada 2020. (Wayback Machine)